# Corella (genre)
Genre
Corella est un genre d'ascidies de la famille des Corellidae.

## Liste des espèces
Selon World Register of Marine Species (13 juillet 2020) :
- Corella aequabilis Sluiter, 1904
- Corella antarctica Sluiter, 1905
- Corella borealis Traustedt, 1886
- Corella brewinae Monniot, 2013
- Corella eumyota Traustedt, 1882
- Corella halli Kott, 1951
- Corella inflata Huntsman, 1912
- Corella japonica Herdman, 1880
- Corella minuta Traustedt, 1882
- Corella parallelogramma (Müller, 1776)
- Corella willmeriana Herdman, 1898